# 台湾蚊母树
台湾蚊母树（学名：Distylium gracile），为金缕梅科蚊母树属下的一个植物种。

## 扩展阅读
- 維基物種上的相關：台湾蚊母树